# Herzogenberg (Adelsgeschlecht)

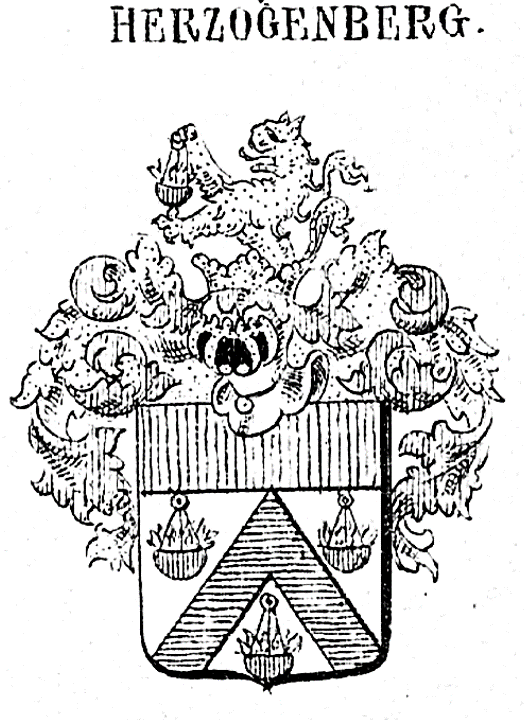
Wappen derer von Herzogenberg bei Siebmacher

Herzogenberg (ursprünglich Picot de Peccaduc) ist ein österreichisches, ursprünglich französisches (bretonisches) römisch-katholisches Adelsgeschlecht, das 1456 erstmals urkundlich erwähnt wurde.

## Geschichte

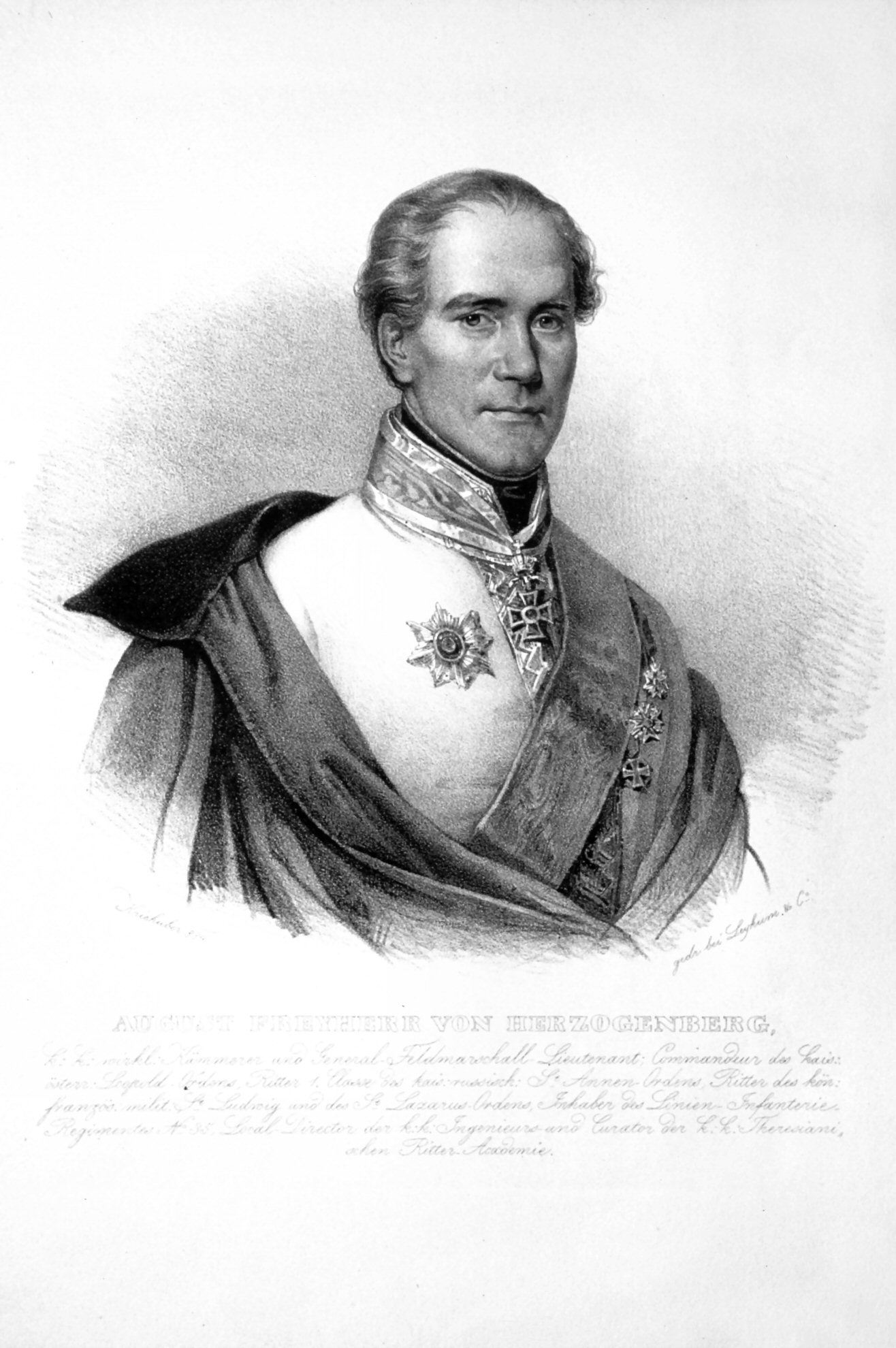
Pierre-Auguste von Herzogenberg, Lithographie von Josef Kriehuber, 1834

In der Zeit der Französischen Revolution ist das Geschlecht in den sicheren
Machtbereich der Habsburgermonarchie geflohen.
Pierre Jean-Baptiste Picot de Peccaduc (1733–1792) war Gerichtsrat im bretonischen Parlament von Rennes, wo er ein Opfer der Revolution wurde. Seine Söhne hatten bereits 1791 Frankreich verlassen und sich den Exileinheiten der Fürsten Condé und Rohan angeschlossen. Der älteste Sohn Pierre-Auguste (1767–1834) trat 1797 als Artilleriehauptmann in österreichische Dienste, wo er zuletzt von 1820 bis 1834 als Feldmarschallleutnant Lokaldirektor der k. k. Ingenieurakademie in Wien war.

## Name
Aus der Übersetzung des Namens Picot de Peccaduc entstand der Name Herzogenberg (verliehen mit Adelsdiplom vom 18. Juni 1811). Die Bestätigung des Freiherrenstandes erfolgte am 19. Dezember 1862.

## Besitz
Die freiherrliche Familie ist Teilbesitzer von Schloss Otting.  Seit 1839 war die Familie in Böhmen ansässig (Schloss Sychrov).

## Wappen
Blasonierung: Unter rotem Schildhaupt in Gold ein blauer Sparren, der oben von zwei unten einer brennenden, roten Ampel begleitet wird. Auf dem gekrönten Helm mit rot-goldenen Decken ein wachsender, zweischwänziger, goldener Löwe mit einer brennenden, roten Ampel in der rechten Vorderpranke. Wahlspruch: Nullus extinguitur.

## Namensträger
- August von Herzogenberg (1767–1834), Feldmarschallleutnant
- Heinrich von Herzogenberg (1843–1900), Komponist
- Elisabeth von Herzogenberg geb. Stockhausen (1847–1892), Pianistin, Komponistin[3]
- Johanna von Herzogenberg (1921–2012), Kunsthistorikerin, Schriftstellerin